# Årets kulturtidskrift
Årets kulturtidskrift är ett årligt kulturellt pris instiftat 1996 av Föreningen för Sveriges kulturtidskrifter (FSK). 
Priset består av 50 000 svenska kronor och ett konstverk som går till tidskriftens redaktion. Prissumman doneras av Samfundet De Nio. Pristagaren utses av en roterande jury bestående av fyra till sju medlemmar, som årligen väljs av FSK. Sedan åtminstone 2020 äger prisceremonin rum på Rönnells antikvariat i Stockholm.
Sedan 2009 utses även Årets kulturtidskrift i Norden av samorganisationen Nordiska kulturtidskriftsföreningen.

## Pristagare Årets kulturtidskrift
- 1996 – Dialoger [5]
- 1997 – Index[5]
- 1998 – Ord & Bild[6]
- 1999 – Glänta[7]
- 2000 – Karavan[8]
- 2001 – Lira[9]
- 2002 – Bang[10]
- 2003 – Arena[10]
- 2004 – Fronesis[11]
- 2005 – Sex[12]
- 2006 – Lyrikvännen[8]
- 2007 – Pockettidningen R[13]
- 2008 – OEI[14]
- 2009 – Ponton[15]
- 2010 – Ful[16]
- 2011 – Ett lysande namn[17]
- 2012 – Paletten[17]
- 2013 – Med andra ord[18]
- 2014 – Hemslöjd[19]
- 2015 – Divan[19]
- 2016 – Provins[20]
- 2017 – Det grymma svärdet[21]
- 2018 – Arche[22]
- 2019 – Bild & Bubbla[23]
- 2020 – Balder[3]
- 2021 – Aiolos[24]
- 2022 – Verk[25]
- 2023 – Dixikon[26]
- 2024 – Expo[27]